# Alfonso de Zayas y de Bobadilla
Alfonso de Zayas y de Bobadilla (Palma de Mallorca, 23 de enero de 1896 - Sabadell, 3 de enero de 1970) fue un aristócrata, político y militar español, titulado marqués de Zayas, y cofundador de la Real Asociación de Hidalgos de España. Miembro de la Falange Española, fue jefe provincial de la Falange mallorquina y es considerado uno de los principales responsables de la represión contra los republicanos durante la Guerra civil.

## Biografía

### Primeros años
Nacido en Palma de Mallorca en 1896, fue hijo de Bartolomé de Zayas y Borrás, y de Pilar de Bobadilla y Martínez de Arizala. Contrajo matrimonio con una aristócrata francesa, Marie Juliette Gabrielle Vierne d'Harcourt (1900-1977), con la que tuvo dos hijos: José Eugenio y Marguerite. 
Fue caballero de la Orden de Montesa y el primer presidente del Real Aeroclub de Baleares, fundado en 1935.
Ingresó en el ejército en 1913, teniendo el grado de teniente de artillería en 1924, y ascendido a capitán de artillería y piloto aviador en 1931. Llegó a tomar parte en la Guerra de Marruecos como observador aéreo, siendo condecorado en 1924 con la Cruz al Mérito Militar con distintivo rojo.

### República y guerra civil
Fue impulsor en las islas Baleares de la Falange Española, y uno de los miembros que formaron el triunvirato de 1934. Partidario de la Italia fascista desde los primeros tiempos, llegó a apoyar la invasión italiana de Etiopía. Intervendría en el mitin falangista de 1936 en Manacor. Convertido en jefe provincial de Falange, fue uno de los miembros en la conspiración militar contra la República en Baleares. En esta época llegó a ser detenido por las autoridades en dos ocasiones.
Tras el comienzo del Golpe de Estado de julio de 1936 que desembocó en la guerra civil, Alfonso Zayas fue liberado de la prisión en el Fuerte de San Carlos (Palma de Mallorca) y colaboró con los militares sublevados en la ocupación de isla. Desde el comienzo de la guerra los sublevados en Mallorca contaban con muy pocos medios y armamento, encontrándose virtualmente indefensos ante un ataque republicano. Por ello, envió a Roma a una misión diplomática —compuesta por el capitán Juan Thomas y el falangista Martín Pou Roselló— para solicitar el envío de refuerzos a la isla. Zayas fue también uno de los líderes falangistas mallorquines que pidió al comandante militar de Mallorca que solicitara el envío de asesores militares italianos. Todo ello acabaría materializándose con la llegada de una fuerza expedicionaria al mando de Arconovaldo Bonaccorsi. Zayas lucharía en el frente de Manacor contra el desembarco republicano y posteriormente colaborando con fuerzas a su mando en la ocupación de las islas Pitiusas, en septiembre de 1936.
En este tiempo tuvo una destacada participación en la represión antirrepublicana. Poco partidario de los carlistas, no se mostraría entusiasta de la unificación entre estos y falangistas en 1937. No obstante, Zayas se mantuvo en sintonía con el nuevo Estado franquista y en una ocasión llegaría a afirmar: «Los "camisas azules" son los que tienen que estar atentos para que el pensamiento del Generalísimo se realice vigilando a los murmuradores, que serán perseguidos y tratados como traidores a la Patria». En junio de 1938 fue nombrado jefe de la Delegación regional de Falange en la Italia fascista. A su partida sería sustituido por el militar falangista Canuto Boloqui.

### Dictadura franquista
Durante la Dictadura franquista llegó a ser jefe del Sindicato Nacional de Transportes y Comunicaciones y procurador en las Cortes franquistas, así como miembro del Consejo Nacional de FET y de las JONS. En 1943 fue uno de los notables que firmó una carta dirigida al dictador Francisco Franco, con el fin de que este restableciera la institución monárquica en la persona del príncipe Juan de Borbón. Franco, sin embargo, ignoró la misiva y no tomó ninguna medida en ese sentido.
En 1954 fundó la Real Asociación de Hidalgos de España junto a Vicente de Cadenas, el marqués de Siete Iglesias y Valentín Dávila Jalón.
Falleció en Sabadell el 3 de enero de 1970.

## Obras
- —— (1955). Historia de la Vieja Guardia de Baleares. Madrid.[19]